# 佩尔
佩尔（荷蘭語：Peer，荷蘭語發音：[peːr] ⓘ）是比利时弗拉芒大區林堡省馬塞克區的一座城市，通行荷蘭語，是弗拉芒社群的一部分，面积86.95平方千米，人口16,421人（2021年1月1日）。